# 413 Dywizja Strzelecka (ZSRR)
413 Dywizja Strzelecka (ros. 413-я стрелковая дивизия) – związek taktyczny (dywizja) Armii Czerwonej.
Sformowana w czasie II wojny światowej. Broniła przed Niemcami Tuły i Moskwy, brała udział w wyzwoleniu Brześcia.